# Aleksandra Tierientiewa
Aleksandra Tierientiewa (ros. Александра Терентьева, ur. 3 maja 1986 r. w Saratowie) – rosyjska wioślarka.

## Osiągnięcia
- Mistrzostwa Świata Juniorów – Troki 2002 – dwójka bez sternika – 2. miejsce[1].
- Mistrzostwa Świata Juniorów – Ateny 2003 – ósemka – 3. miejsce[1].
- Mistrzostwa Świata Juniorów – Banyoles 2004 – ósemka – 2. miejsce[1].
- Mistrzostwa Świata U-23 – Hazewinkel 2006 – czwórka bez sternika – 5. miejsce[1].
- Mistrzostwa Europy – Brześć 2009 – ósemka – 4. miejsce[1].